# 少年たちシリーズ 〜太陽からの少年〜
『少年たちシリーズ 〜太陽からの少年〜』（しょうねんたちシリーズ たいようからのしょうねん）は、1971年5月1日に発売された、フォーリーブスの4枚目のサウンドトラックである。

## 概要
ジャケット内には萩原朔美による文章が寄稿されている。

## 収録曲

### LP
- SIDE A

1. 太陽からの少年 (1) (2) [3:32]
作詞：嶋岡晨／作曲：いずみたく／編曲：服部克久
2. あしたが生まれる [1:24]
作詞:三瓶茂夫／作曲:梶沢知弘／編曲:森岡賢一郎
3. HEARTBREAKER [1:15]
作詞・作曲：BONHAM JOHN、JONES JOHN PAUL／編曲:高橋洋一
4. 真白き富士の嶺 - 青山孝 [3:53]
作詞：三角錫子／作曲：TRADITIONAL／編曲:INGALLS JEREMIAH
  - ベストアルバム『ベスト・オブ・ベスト』には単曲の音源は収録したが、2024年11月時点 単曲の音源は未CD化。
5. 太陽のあいつ [2:45]
作詞：岩谷時子／作曲：いずみたく／編曲：服部克久
6. 質問 [2:47]
作詞：寺山修司／作曲：田中未知／編曲：服部克久

- SIDE B

1. 兄が静かにねむる夜 [2:47]
作詞:北公次／作曲：いずみたく／編曲:大柿陸／作品コード:000-9174-0
  - ベストアルバム『ベスト・オブ・ベスト』には単曲の音源は収録したが、2024年11月時点 単曲の音源は未CD化。
2. 涙ふいて歩こう [3:29]
作詞：岩谷時子／作曲：いずみたく／編曲:大柿陸
  - ベストアルバム『ベスト・オブ・ベスト』には単曲の音源は収録したが、2024年11月時点 単曲の音源は未CD化。
3. お嫁さんになるのはいつ - おりも政夫 [3:06]
作詞：岩谷時子／作曲：いずみたく／編曲:大柿陸
  - 作品コード:013-7777-9
  - ベストアルバム『ベスト・オブ・ベスト』には単曲の音源は収録したが、2024年11月時点 単曲の音源は未CD化。
4. 白虎隊 [3:08]
詩：文部省／作曲：田村虎蔵／編曲：服部克久
  - 2024年11月時点 ナレーションの無い単曲の音源は未CD化。
5. アイドルの叫び - 北公次 [2:54]
作詞：萩原朔美／作曲：下田逸郎／編曲：服部克久／作品コード:000-9110-3
  - 2024年11月時点 単曲の音源は未CD化。
6. 時計をとめて [2:55]
作詞・作曲：Garcia R. Cantoral　日本語詞：かもまさる／編曲：服部克久
7. 太陽からの少年 (3) [1:53]
作詞：嶋岡晨／作曲：いずみたく

### CD
1. 太陽からの少年 (1) (2)
2. あしたが生まれる
3. HEARTBREAKER
4. 真白き富士の嶺
5. 太陽のあいつ
6. 質問
7. 兄が静かにねむる夜
8. 涙ふいて歩こう
9. お嫁さんになるのはいつ
10. 白虎隊
11. アイドルの叫び
12. 時計をとめて
13. 太陽からの少年 (3)